# Orgilus californicus
Orgilus californicus är en stekelart som först beskrevs av Léon Abel Provancher 1888.  Orgilus californicus ingår i släktet Orgilus och familjen bracksteklar. Inga underarter finns listade i Catalogue of Life.